# 田辺鶴英
田辺 鶴英（たなべ かくえい、1955年11月22日 - ）は、講談協会所属の講談師。本名は土 あか美。

## 来歴
北海道函館市出身。札幌藤女子短期大学別科卒業。19歳の時に母を亡くし、心の空白を埋めるためインド・インドネシア・沖縄などを旅する。帰国後、陶芸家、草間彌生の助手、女優を日指すなどを経て結婚。出産、子育ての後、義母が倒れ3年間の介護を経験。
義母の死後、1990年（平成2年）9月、夢の中に講談師田辺一鶴が現れ、さらにその1ヶ月後、新聞に田辺一鶴の「講談修羅場道場開講」の記事を目にしたことをきっかけに田辺一鶴に入門。自身の経験をもとにした「介護講談」は映画化もされている。
現在、介護講談をはじめ、発達障害やアスペルガーの講談でも活動している。また、娘で同じく講談師の田辺銀冶と共に母娘講談も行っている。

## 年譜
- 1990年（平成2年）11月 - 田辺一鶴に入門。
- 1995年（平成7年）4月 - 二つ目昇進、｢鶴英｣に改名。
- 2003年（平成15年）9月 - 講談協会、真打昇進。
- 2006年（平成18年）7月 - ニューヨーク公演。
- 2006年（平成18年）11月 - ハンガリー公演。
- 2007年（平成19年）- 在宅介護ビデオ「ほっとけ心のアッパレ介護」制作。
- 2008年 （平成20年）10月 - 「鶴瑛」に改名。
- 2016年（平成28年）- 介護講談自主上映作品「田辺鶴瑛の『介護講談』」完成。
- 2017年（平成29年）5月 -「田辺鶴瑛の『介護講談』」 国際映画祭で受賞。
- 同年、ジャパンフィルム・フェスティバル In LA 2017 でベスト・ドキュメンタリー賞を受賞[4]。
- 2022年（令和4年）3月 -一からやり直す意味で昔の名前「鶴英」に改名。

## 代表的な演目

### 新作
介護講談
- 「鶴瑛の修羅場介護日記」
- 「ほっとけ心のアッパレ介護」
- 「爺ちやんちゃんと死ねて良かったね」

自閉症講談
- 「だからこそ私は私」～自分の花を咲かそうぞ～

### 古典
- 「杜子春」
- 「本能寺」
- 「三方原軍記」
- 「姉川軍記」
- 「魚屋本多」
- 「寛政力士伝」
- 「大力お秀」
- 「白隠禅師」
- 「明智湖水渡」
- 「西行鼓ヶ瀧」
- 「神崎与五郎情の仮名書き」
- 「鶴八鶴二郎」
- 「宮本武蔵姫路城伝説」

### 新作・その他
- 「武州一揆」
- 「真説武州一揆」
- 「オリンピック日本女子金メダリスト列伝」
- 「薩摩隼人伝説」
- 「下諏訪伝説唐糸草紙」
- 「オペラ座の怪人と私」
- 「日米地位協定」
- 「富山ホタルイカ伝説」
- 「ハリス夫人物語」
- 「フランクリン・ルーズベルト物語」
- 「ペギー葉山物語」

## 著書
- 『ぴんぴんころりでいきましょう』文芸社
- 『ふまじめ介護』主婦と生活社
- 『ふまじめ介護 ゆうゆう流』主婦と生活社

## 弟子
- 田辺銀冶